# 산강

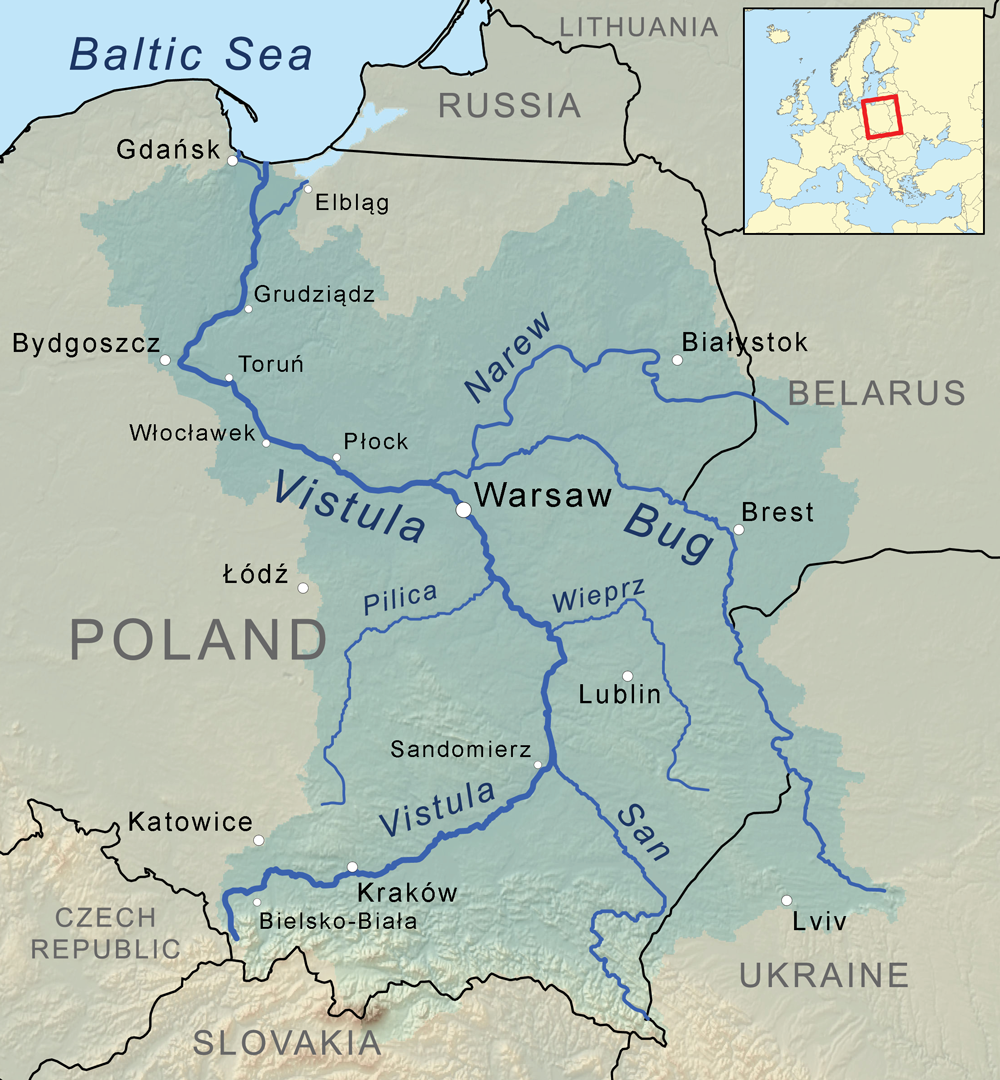
비스와강 수계의 산강

산강(폴란드어: San) 또는 샨강(우크라이나어: Сян)은 폴란드 남동부를 흐르는 비스와강 수계의 하천이다. 최상류부는 폴란드와 우크라이나의 국경이다.
폴란드 남단의 카르파티아산맥에서 발원한다. 폴란드와 우크라이나 사이의 50 km 국경선으로 북서 방향으로 흘러 폴란드 영내에 들어가 비스와강에 합류한다. 16,861 km2의 유역을 가지고 있으며, 이 중 14,390 km2가 폴란드령이다.